# ICD-10
《疾病和有关健康问题的国际统计分类》第10次修订本（英語：The International Statistical Classification of Diseases and Related Health Problems 10th Revision）是世界卫生组织依据疾病的某些特征，按照规则将疾病分门别类，并用编码的方法来表示的系统。现有版本包括15.5万种代码，并记录多种新型诊断及预测，与ICD-9版本相比较，该版本增加了1.7万个代码。
ICD-10的研究起始于1983年，并于1992年完成。

## ICD-10列表
下表为ICD-10列表，最新2019年英文版本详见：https://icd.who.int/browse10/2019/enArchive.today的存檔，存档日期2020-03-31
| 章    | 块      | 标题                                               |
| I     | A00-B99 | 某些传染病和寄生虫病                               |
| II    | C00-D48 | 肿瘤                                               |
| III   | D50-D89 | 血液及造血器官疾病和某些涉及免疫系統的疾患         |
| IV    | E00-E90 | 内分泌，营养和代谢疾病                             |
| V     | F00-F99 | 精神和行为疾患                                     |
| VI    | G00-G99 | 神经系统疾病                                       |
| VII   | H00-H59 | 眼和附器疾病                                       |
| VIII  | H60-H95 | 耳和乳突疾病                                       |
| IX    | I00-I99 | 循环系统疾病                                       |
| X     | J00-J99 | 呼吸系统疾病                                       |
| XI    | K00-K93 | 消化系统疾病                                       |
| XII   | L00-L99 | 皮肤和皮下组织疾病                                 |
| XIII  | M00-M99 | 肌肉骨骼系统和结缔组织疾病                         |
| XIV   | N00-N99 | 泌尿生殖系统疾病                                   |
| XV    | O00-O99 | 妊娠、分娩和产褥期                                 |
| XVI   | P00-P96 | 起源于围产期的某些情况                             |
| XVII  | Q00-Q99 | 先天畸形、变形和染色体异常                         |
| XVIII | R00-R99 | 症状、体征和临床与实验室异常所见，不可归类在他处者 |
| XIX   | S00-T98 | 损伤、中毒和外因的某些其他后果                     |
| XX    | V01-Y98 | 疾病和死亡的外因                                   |
| XXI   | Z00-Z99 | 影响健康状态和与保健机构接触的因素                 |
| XXII  | U00-U99 | 特殊目的代码                                       |

## 国际影响

### 澳大利亚
澳大利亚于1998年引进ICD-10版本。

### 加拿大
加拿大于2000年引进该版本"ICD-10-CA"。

### 德国
德国在ICD-10的基础上进行改版，即ICD-10-GM (German Modification)。

### 美国
美国将于2013年10月1日正式官方採用该版本。2012年4月9日HHS(美國衛生與公共服務部)公告將延至2014年10月起實施。
2014年4月1日美国国会通过法案，将实施日期从2014年10月1日推迟至2015年10月1日。

### 台湾
衛生署中央健康保險局原預計在2015年後採用該版本(2012.10.22)，後延至2016年1月1日起全面採用。

### 中国
中国在2002年采用了该版本，即ICD-10。